# Nick Cave

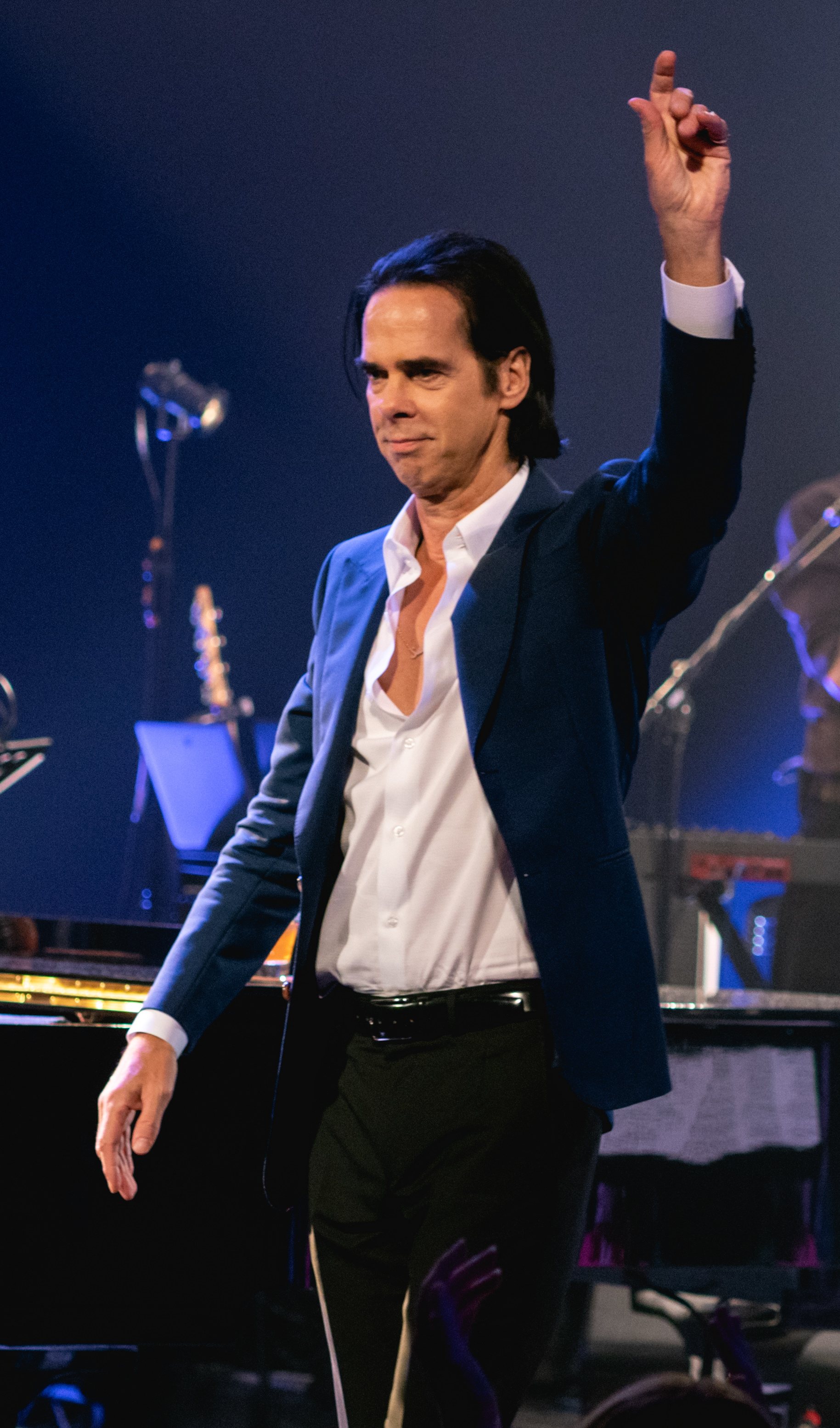
Nick Cave (2021)

Nicholas „Nick“ Edward Cave (* 22. September 1957 in Warracknabeal, Victoria, Australien) ist ein australischer Musiker, Texter, Dichter, Schriftsteller, Schauspieler und Drehbuchautor.

## Leben und Werk

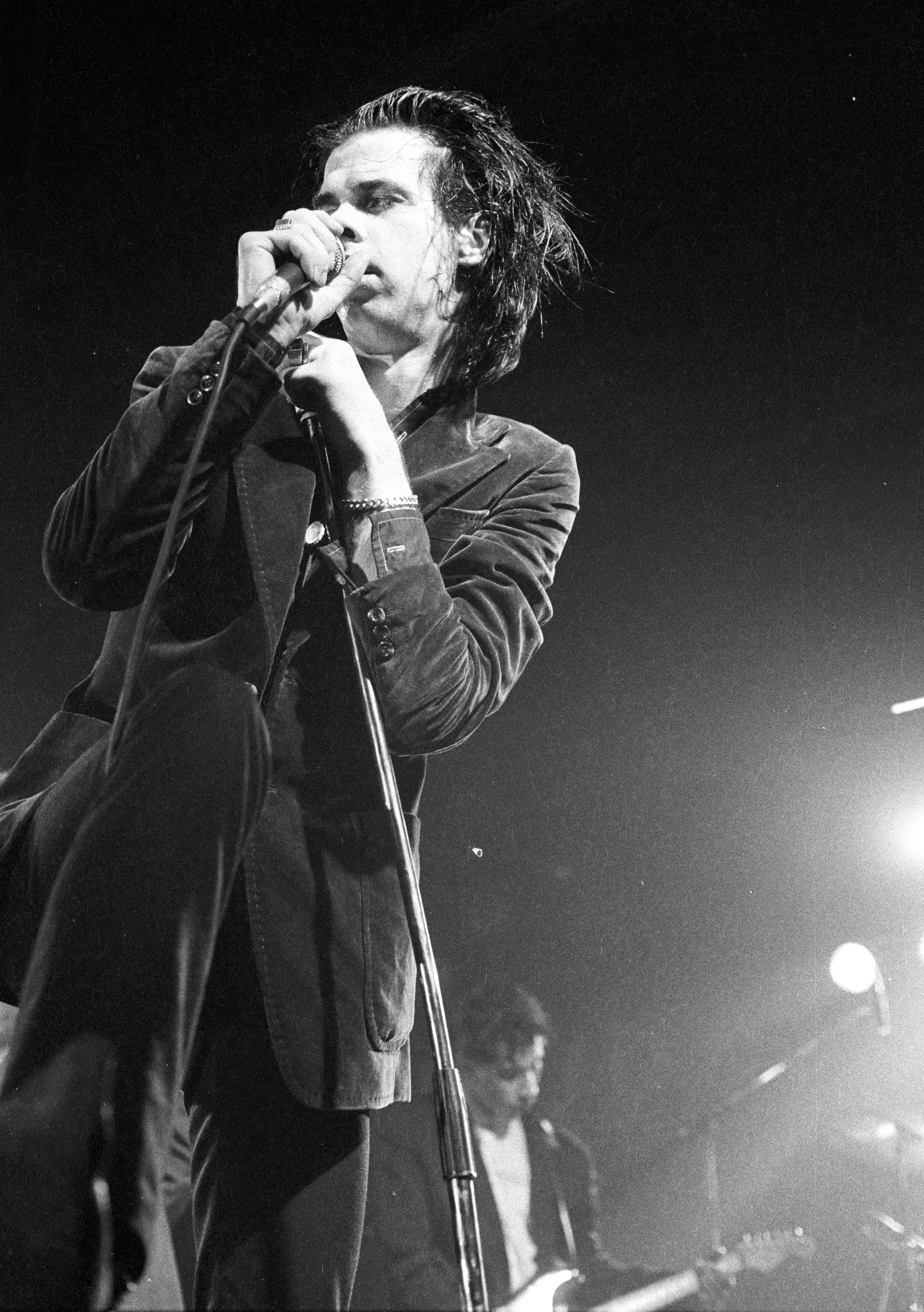
Cave bei einem Auftritt (1986)

Nick Cave ist der Sohn von Dawn und Colin Cave. Er hat drei Geschwister. Seine Mutter arbeitete als Bibliothekarin, sein Vater war Lehrer für englische Literatur und starb 1978 bei einem Autounfall. Cave wurde nach den Lehren der anglikanischen Kirche erzogen.
Auf der Highschool lernte Cave Mick Harvey kennen, mit dem er seine erste Band The Boys Next Door gründete. Bei ihrem Umzug nach London benannten sie sich in The Birthday Party um. 1982 nahm er mit der deutschen Avantgarderock-Band Die Haut das Album Burnin’ the Ice auf. 1983 zog Cave nach West-Berlin und löste The Birthday Party kurz darauf auf. Mit Harvey, Blixa Bargeld (Sänger der Einstürzenden Neubauten) und Barry Adamson gründete er die Band The Bad Seeds, die bis heute besteht und mehrere kommerziell erfolgreiche Alben veröffentlichte. Seine Vorliebe für den ekstatischen Lärm-Blues der Birthday Party ließ er im Lauf der Jahre hinter sich und wandte sich auch der Kunst gefühlvoller Balladen zu. Inzwischen hat er sich von seinen Punk-Wurzeln entfernt und macht Rock-’n’-Roll-Musik, wie u. a. in Henry’s Dream oder No More Shall We Part. Unter anderem arbeitete er mit David Tibet und seiner Band Current 93 zusammen und coverte Bob Dylan mit Death Is Not the End, das er mit Kylie Minogue, PJ Harvey und Shane MacGowan prominent besetzte, oder intonierte Disco 2000 von Pulp neu.
1990 zog Cave nach São Paulo um, wo er die brasilianische Journalistin Viviane Carneiro kennenlernte. 1991 wurde ihr gemeinsamer Sohn Luke geboren. Im Frühjahr 1993 zog Cave mit der Familie zurück nach London. Cave und Carneiro trennten sich kurz darauf, ihr Sohn lebte abwechselnd bei Vater und Mutter. Cave zog daraufhin in ein Haus in Hove und hatte während der Produktion seines Albums Murder Ballads eine kurze Affäre mit der Sängerin PJ Harvey, lernte aber bald darauf die Schauspielerin Susie Bick kennen, die er am Tag der Sonnenfinsternis vom 11. August 1999 heiratete. Sie leben in Brighton and Hove an der Südküste Englands. Am 14. Juli 2015 verstarb einer ihrer Zwillingssöhne mit fünfzehn Jahren bei einem Selbstversuch mit LSD an einem Sturz von einer Klippe. Ein weiterer Sohn, Jethro Lazenby (* 1991, Model und Musiker), den Cave mit Beau Lazenby hatte, und welcher 10 Tage älter war als sein Halbbruder Luke, starb im Mai 2022.
Caves Musik wird in einigen Filmen von Wim Wenders eingesetzt, etwa in Der Himmel über Berlin (dort gibt es eine lange Szene mit einem Cave-Konzert im Kaisersaal), Bis ans Ende der Welt, Arisha, der Bär und der steinerne Ring und In weiter Ferne, so nah! Cave war Co-Autor und Darsteller in dem Film Ghosts… of the Civil Dead (1989). Auch die britische Serie Peaky Blinders – Gangs of Birmingham nutzt Caves Musik. In dem Film Die wundersame Welt des Louis Wain von 2021 verkörpert Nick Cave in einem Kurzauftritt den Science-Fiction-Schriftsteller H. G. Wells.
1989 veröffentlichte Cave seinen Roman And the Ass Saw the Angel (deutsch: Und die Eselin sah den Engel).
1991 trat er in der kleinen Rolle des Freak Storm in dem Film Johnny Suede mit Brad Pitt und Catherine Keener auf.
1996 brachten Cave und die Bad Seeds Murder Ballads heraus, ein Album mit Liedern über Mord. Das Duett mit Kylie Minogue, Where the Wild Roses Grow, wurde ein Hit, ebenso Henry Lee zusammen mit PJ Harvey. Im Jahr 2004 veröffentlichte Nick Cave mit seiner Band das Doppelalbum Abattoir Blues/The Lyre of Orpheus. Erstmals wirkte ein Gospelchor auf einer Nick-Cave-Platte mit. Einflüsse aus Gospel, Blues, Country und Punk verbinden sich zu einem Sammelsurium von Zitaten der Popkultur. Thematisch beschäftigen sich die Texte mit Gott, Erotik, Gewalt, Liebe und Hoffnung. In Get Ready for Love ironisiert Cave aufgetragene Gottesfürchtigkeit. Den antiken Orpheus-Mythos greift er ironisierend auf und verwandelt ihn in einen seiner „Comicsongs“: Orpheus singt so schrecklich, dass die Vögel des Himmels explodieren, Hasen sich panisch die Köpfe einrennen, und selbst Gott verliert seine Geduld, schwingt seinen Hammer und drischt den Sänger in die Unterwelt.
Im Jahr 2005 schrieb Nick Cave das Drehbuch und den Soundtrack zum Western The Proposition – Tödliches Angebot (in der Hauptrolle Guy Pearce), der unter anderem auf der Berlinale im Februar 2006 vorgeführt wurde.
Im März 2006 nahm Nick Cave mit Warren Ellis, Jim Sclavunos und Martin Casey ein Album in den RAK studios, London, auf. Die Veröffentlichung erfolgte im März 2007 unter dem Bandnamen Grinderman. Im Jahr 2007 schrieb er zusammen mit Warren Ellis den Soundtrack zum Film Die Ermordung des Jesse James durch den Feigling Robert Ford. Nick Cave hat in diesem Film außerdem eine Gastrolle. Im selben Jahr wurde er in die ARIA Hall of Fame aufgenommen. Im Februar 2008 veröffentlichte Nick Cave mit seiner Band das Album Dig, Lazarus, Dig!!!. Es rücken erneut die Themen Glaube und Religiosität sowie biblische Bilder stark in den Fokus.
Im September 2009 erschien Nick Caves zweiter Roman namens Der Tod des Bunny Munro. Er wurde nahezu zeitgleich in über 30 Ländern veröffentlicht.
2009 wurde Cave beauftragt, ein Filmdrehbuch für die Fortsetzung von Gladiator zu schreiben. Darin wird Maximus nach seinem Tod von den römischen Göttern als unsterbliches Wesen auf die Erde zurückgeschickt, um den aufstrebenden Jesus von Nazaret und dessen Anhänger zu töten. Dem Auftraggeber gefiel diese Idee nicht, eine Realisierung unterblieb.
Im September 2010 veröffentlichte er ein zweites Album mit seinem Projekt Grinderman. Am 18. Februar 2013 wurde mit Push the Sky Away ein weiteres Album mit den Bad Seeds veröffentlicht. Erstmals war Mick Harvey nicht mit bei der Einspielung. Das Album enthält neun Stücke, darunter auch den Titel-Song. Wieder produziert von Nick Launay, entstand Push the Sky Away in Frankreich. Als Singleauskopplung erschien bereits am 3. Dezember 2012 We No Who U R.
Auf dem Sundance Film Festival 2014 stellte Cave seine autobiografische Pseudo-Doku 20.000 Days on Earth vor. Der 56-Jährige schildert diesen fiktiven 20.000sten Tag seines Lebens als eine Art Zusammenfassung seiner bisherigen Laufbahn. Der Film, in dem auch sein Gitarrist Blixa Bargeld sowie Kylie Minogue auftreten, erhielt auf dem Festival einen Directing Award in der Sparte World Cinema Documentary.
Am 8. September 2016 erschien ein weiteres Album mit den Bad Seeds mit dem Titel Skeleton Tree. Die Mehrzahl der Songs ist geprägt vom Unfalltod seines 15-jährigen Sohns Arthur am 14. Juli 2015.
Ende Juni 2017 wurden Cave und Warren Ellis Mitglieder der Academy of Motion Picture Arts and Sciences.
Seit einigen Jahren sucht Cave gezielt den direkten Austausch mit seinen Fans. 2018 startete er mit den Red Hand Files eine Online-Plattform, auf der er auf sehr persönliche Art und Weise Fragen beantwortet. Als Gegenpol zu der Aggressivität der Sozialen Medien geht es ihm um das Schaffen eines Ortes von Gemeinsamkeit und Zusammengehörigkeit.
2019 ging Nick Cave solo auf Tournee. In kleineren Sälen bot er Conversations with Nick Cave, bei denen er Fragen des Publikums beantwortete (bis hin zu Bitten um eine Umarmung) und am Klavier einige Lieder zum Besten gab.
2020 veröffentlichte Nick Cave das Soloalbum Idiot Prayer – Nick Cave Alone at Alexandra Palace mit 22 Titeln. Es wurde im Juni als Solokonzert von Nick Cave am Flügel im Londoner Alexandra Palace ohne Publikum aufgezeichnet. Am 23. Juli wurde das Konzert weltweit gestreamt.
Weil er während der COVID-19-Pandemie nicht wie geplant mit den Bad Seeds auf Tournee gehen konnte, wandte er sich der Töpferei zu: Cave schuf eine Serie von Keramik-Skulpturen im Stil der Staffordshire-Figurinen, die er mit Hilfe von zwei Assistentinnen bemalte, glasierte und brannte. Die siebzehn Objekte stehen unter dem Titel The Devil: A Life und erzählen eine fiktive Lebensgeschichte, die auch Motive aus Caves eigener Biographie aufnimmt. Sie werden im April 2024 in einer Galerie in Brüssel ausgestellt.
Im Mai 2023 nahm Cave als Teil der australischen Delegation an der Krönung von Charles III. teil.

## Drogen
Cave nahm nach eigener Aussage mit 14 Jahren zum ersten Mal Drogen und spritzte sich jahrelang Heroin. Schließlich schränkte er seinen Drogenkonsum stark ein, was er mit gemischten Gefühlen betrachtete, das Leben mache zwar nicht mehr Spaß, werde aber klarer.

## Stil
Nick Cave versuchte sich auch als Theoretiker des Songwritings. Im Auftrag der Schule für Dichtung in Wien hielt er eine Vorlesung, die auf der CD The Secret Life of the Love Song mit Songbeispielen nachzuhören ist. Darin formulierte Cave den Gedanken, dass ein Song immer auch Melancholie enthalten müsse. Caves Poetik weist eine Nähe zur Romantik auf, nach deren theoretischem Konzept jedes Kunstwerk durch Ironie gebrochen werden müsse. Ähnlich wie in der Romantik beruhen seine Texte häufig auf Transzendenz. In seinen frühen Alben stellte meistens das Alte Testament einen wichtigen Bezugspunkt seiner Texte dar, wie auch in seinem Roman Und die Eselin sah den Engel. Vor allem mit dem 1997 erschienenen Album The Boatman’s Call tritt das Neue Testament immer stärker in den Vordergrund. 1998 schrieb Cave eine Einleitung zum Markus-Evangelium.
Neben der Bibel lassen sich viele andere literarische Einflüsse in seinen Texten wiederfinden, wie Vladimir Nabokov, Fjodor Dostojewski, William Faulkner, Dylan Thomas und Bob Dylan. Zu seinen musikalischen Vorbildern zählen Bob Dylan, Johnny Cash, Leonard Cohen sowie John Lee Hooker.
Er arbeitete unter anderem mit Die Haut, Anita Lane, Lydia Lunch und den Dirty Three zusammen. Johnny Cash, der schon eine Coverversion von Nick Caves The Mercy Seat einspielte, nahm ein Duett mit Nick Cave auf, eine Version von Hank Williams’ I’m So Lonesome I Could Cry.
Seine Liedtexte finden sich in den Anthologien King Ink, King Ink II und The Complete Lyrics. Außerdem gibt es den Tourfilm The Road to God Knows Where/Live at the Paradiso (1989) von Uli M Schueppel, der eine US-Tour dokumentiert.

## Werke

### Soloalben
| Jahr | Titel                                              | Höchstplatzierung, Gesamtwochen, AuszeichnungChartplatzierungen (Jahr, Titel, Platzierungen, Wochen, Auszeichnungen, Anmerkungen) | Höchstplatzierung, Gesamtwochen, AuszeichnungChartplatzierungen (Jahr, Titel, Platzierungen, Wochen, Auszeichnungen, Anmerkungen) | Höchstplatzierung, Gesamtwochen, AuszeichnungChartplatzierungen (Jahr, Titel, Platzierungen, Wochen, Auszeichnungen, Anmerkungen) | Höchstplatzierung, Gesamtwochen, AuszeichnungChartplatzierungen (Jahr, Titel, Platzierungen, Wochen, Auszeichnungen, Anmerkungen) | Anmerkungen                             |
| Jahr | Titel                                              | DE | AT | CH | UK | Anmerkungen                             |
| ---- | -------------------------------------------------- | --- | --- | --- | --- | --------------------------------------- |
| 2020 | Idiot Prayer – Nick Cave Alone at Alexandra Palace | DE15 (8 Wo.)DE | AT3 (6 Wo.)AT | CH5 (6 Wo.)CH | UK18 (3 Wo.)UK | Erstveröffentlichung: 20. November 2020 |
| 2022 | Seven Psalms                                       | — | — | — | UK39 (1 Wo.)UK | Erstveröffentlichung: 1. Juli 2022      |

### Filmmusik
| Jahr | Titel                  | Höchstplatzierung, Gesamtwochen, AuszeichnungChartplatzierungen (Jahr, Titel, Platzierungen, Wochen, Auszeichnungen, Anmerkungen) | Höchstplatzierung, Gesamtwochen, AuszeichnungChartplatzierungen (Jahr, Titel, Platzierungen, Wochen, Auszeichnungen, Anmerkungen) | Höchstplatzierung, Gesamtwochen, AuszeichnungChartplatzierungen (Jahr, Titel, Platzierungen, Wochen, Auszeichnungen, Anmerkungen) | Höchstplatzierung, Gesamtwochen, AuszeichnungChartplatzierungen (Jahr, Titel, Platzierungen, Wochen, Auszeichnungen, Anmerkungen) | Anmerkungen      |
| Jahr | Titel                  | DE | AT | CH | UK | Anmerkungen      |
| ---- | ---------------------- | --- | --- | --- | --- | ---------------- |
| 2022 | La panthère des neiges | — | — | CH51 (1 Wo.)CH | — | mit Warren Ellis |

Weitere Filmmusik
- 1988: Ghosts… of the Civil Dead, mit Blixa Bargeld und Mick Harvey
- 1996: To Have & To Hold, mit Blixa Bargeld und Mick Harvey
- 1998: Na mjestu dogadjaja (Kurzfilm)
- 1999: Expelling The Demon (Kurzfilm), mit Warren Ellis
- 2001: Llamada perdida (Kurzfilm)
- 2004: Love & Murder (TV-Kurzfilm)
- 2005: The Proposition – Tödliches Angebot (The Proposition), mit Warren Ellis
- 2007: Die Ermordung des Jesse James durch den Feigling Robert Ford (The Assassination of Jesse James by the Coward Robert Ford), mit Warren Ellis
- 2007: The English Surgeon (Dokumentation), mit Warren Ellis
- 2010: The Road, mit Warren Ellis
- 2011: Harry Potter und die Heiligtümer des Todes – Teil 1, O’Children (vom Album „The lyre of orpheus“)
- 2012: Lawless – Die Gesetzlosen (Lawless), mit Warren Ellis
- 2012: West of Memphis (Dokumentation), mit Warren Ellis
- 2015: Ecco Homo (Dokumentation), mit Warren Ellis
- 2015: Loin des hommes – Den Menschen so fern, mit Warren Ellis
- 2016: Mars, mit Warren Ellis
- 2017: Hell or High Water, mit Warren Ellis
- 2017: Wind River, mit Warren Ellis
- 2017: War Machine, mit Warren Ellis
- 2017: Kings, mit Warren Ellis
- 2022: Blond (Blonde), mit Warren Ellis
- 2022: Dahmer – Monster: Die Geschichte von Jeffrey Dahmer, mit Warren Ellis
- 2024: Back to Black, mit Warren Ellis

### Theatermusik / Oper
- 2005: Woyzeck, zusammen mit Warren Ellis, Theatermusik, Auftragsarbeit für das Versturport-Theater in Island[18]
- 2006: Metamorphosis, zusammen mit Warren Ellis, Theatermusik, Auftragsarbeit für das Versturport-Theater in Island[19]
- 2010: Faust, zusammen mit Warren Ellis, Theatermusik, Auftragsarbeit für das Versturport-Theater in Island[20]
- 2014: Shell Shock, Oper, Libretto Nick Cave, Musik Nicholas Lens[21]

### Kollaborationen
| Jahr | Titel                                               | Höchstplatzierung, Gesamtwochen, AuszeichnungChartplatzierungen (Jahr, Titel, Platzierungen, Wochen, Auszeichnungen, Anmerkungen) | Höchstplatzierung, Gesamtwochen, AuszeichnungChartplatzierungen (Jahr, Titel, Platzierungen, Wochen, Auszeichnungen, Anmerkungen) | Höchstplatzierung, Gesamtwochen, AuszeichnungChartplatzierungen (Jahr, Titel, Platzierungen, Wochen, Auszeichnungen, Anmerkungen) | Höchstplatzierung, Gesamtwochen, AuszeichnungChartplatzierungen (Jahr, Titel, Platzierungen, Wochen, Auszeichnungen, Anmerkungen) | Höchstplatzierung, Gesamtwochen, AuszeichnungChartplatzierungen (Jahr, Titel, Platzierungen, Wochen, Auszeichnungen, Anmerkungen) | Anmerkungen                                             |
| Jahr | Titel                                               | DE | AT | CH | UK | AU | Anmerkungen                                             |
| ---- | --------------------------------------------------- | --- | --- | --- | --- | --- | ------------------------------------------------------- |
| 2021 | Carnage                                             | DE5 (3 Wo.)DE | AT4 (2 Wo.)AT | CH4 (3 Wo.)CH | UK3 (1 Wo.)UK | AU40 (2 Wo.)AU | Erstveröffentlichung: 25. Februar 2021 mit Warren Ellis |
| 2023 | Australian Carnage – Live at the Sydney Opera House | — | AT74 (1 Wo.)AT | — | — | — | Erstveröffentlichung: 1. Dezember 2023 mit Warren Ellis |

- 2002: Johnny Cash – American IV: The Man Comes Around, Duettpartner bei I’m So Lonesome I Could Cry (Hank-Williams-Cover)
- 2003: Johnny Cash – Unearthed, Duettpartner bei Cindy (Traditional)
- 2004: Jools Holland – Friends 3, Vocals auf The Kiss of Love (mit Sam Brown)[22]
- 2005: Marianne Faithfull – Before the Poison, Piano, Backing-Vocals
- 2008: Marianne Faithfull – Easy Come, Easy Go, Piano, Backing-Vocals
- 2010: The Jeffrey Lee Pierce Sessions Project – We Are Only Riders, Vocals auf Ramblin’ Mind, Free to walk (mit Debbie Harry),[23]
- 2012: The Jeffrey Lee Pierce Sessions Project – The Journey Is Long, Vocals auf City in Pain, The Breaking Hands (mit Debbie Harry)[24]
- 2014: The Jeffrey Lee Pierce Sessions Project – Axels & Sockets, Vocals auf Nobody’s City (mit Iggy Pop), Into the Fire (mit Debbie Harry)[25]
- 2016: Mavis Staples – High Note, Jesus Lay Down Beside Me (als Songwriter)[26]
- 2019: Ratso – Our Lady of Light (Duett)[27]

### Bücher
- 1988: King Ink (Sammlung von Lyrik und weiteren Texten)
- 1989: Und die Eselin sah den Engel (And the Ass Saw the Angel)
- 1997: King Ink II (Sammlung von Lyrik und weiteren Texten)
- 2009: Der Tod des Bunny Munro (The Death of Bunny Munro)
- 2016: Das Spucktütenlied – The Sick Bag Song (The Sick Bag Song)
- 2020: Stranger Than Kindness (Sammlung von Notizen, Bildern, Fotos und Texten; Begleitbuch zur gleichnamigen Ausstellung in Kopenhagen)
- 2022: Glaube, Hoffnung und Gemetzel, Kiepenheuer & Witsch, Köln, ISBN 3-462-00331-3.

### Drehbücher
- 1988: Ghosts… of the Civil Dead
- 2005: The Proposition – Tödliches Angebot (The Proposition)
- 2012: Lawless – Die Gesetzlosen (Lawless)
- 2014: 20,000 Days on Earth

### In Bands
siehe entsprechende Bandartikel:
- Nick Cave and the Bad Seeds
- The Boys Next Door/The Birthday Party
- Grinderman

## Auszeichnungen
- 2006: Gucci Group Award (Internationale Filmfestspiele von Venedig)[28]
- 2014: Ivor Novello Award (Album Award für Push The Sky Away)[29]
- 2015: Wahl zum Mitglied (NA) der National Academy of Design.[30]

## Sekundärliteratur und im Film
Biografien
- Max Dax, Johannes Beck: The Life and Music of Nick Cave. Die Gestalten Verlag, Berlin 2000, ISBN 3-931126-27-7.
- Ian Johnstone: Bad Seed: The Biography of Nick Cave. Abacus, London 1996. ISBN 0-349-10778-5.
- Mark Mordue: Jugendfeuer: Die frühen Jahre des Nick Cave. Hannibal Verlag 2022. ISBN 978-3-85445-733-6.

Monographien und Sammelwerke
- John H. Baker: The Art of Nick Cave: New Critical Essays. Intellect Books, Bristol 2013. ISBN 1-84150-627-3.
- Roland Boer: Nick Cave: A Study of Love, Death and Apocalypse. Equinox Pub., Sheffield 2012. ISBN 1-908049-67-7.
- Matthias Surall: „And God is never far away“. Spannende Theologie im Werk von Nick Cave. Lit, Berlin 2016, ISBN 978-3-643-13363-2.
- Karen Welberry und Tanya Dalziell (Hrsg.): Cultural Seeds: Essays on the Work of Nick Cave. Ashgate, Farnham und Burlington VT 2009. ISBN 0-7546-9466-6.

Graphic Novels und Artbooks
- Reinhard Kleist: Nick Cave – Mercy on me, Carlsen Verlag, Hamburg 2017. ISBN 3-551-76466-2.
- Reinhard Kleist: Nick Cave And The Bad Seeds: Ein Artbook von Reinhard Kleist, Carlsen Verlag, Hamburg 2017. ISBN 3-551-76329-1.

Film
- B-Movie: Lust & Sound in West-Berlin 1979–1989 (2015), eine Dokumentation mit Mark Reeder, Jörg A. Hoppe, Klaus Maeck, Heiko Lange und Alexander von Sturmfeder
- One More Time with Feeling (2016), Dokumentarfilm von Andrew Dominik
- 20,000 Days on Earth. Ein Tag im Leben von Nick Cave. Dokumentarfilm. Regie: Jane Pollard, Iain Forsythe, Großbritannien, 2014.

Aufsätze
- Zoe Alderton: Nick Cave: A Journey from an Anglican God to the Creative Christ. In: Literature & Aesthetics, 19:2, 2009. S. 169–186.
- Roland Boer: Under the Influence? The Bible, Culture and Nick Cave. In: The Journal of Religion and Popular Culture, 12, 2006.
- Roland Boer: Hearing Round Corners: Nick Cave and the Philosophy of Music. In: Relegere: Studies in Religion and Reception, 1:2, 2011. S. 297–327.
- Roland Boer: God, Pain and Love in the Music of Nick Cave. In: The Journal of Religion and Popular Culture, 22:1, 2010.
- J. R. C. Cousland: The Good, the Bad and the Ugly: The Vi(t)a Negativae of P. J. Harvey and Nick Cave. In: Michael J. Gilmour (Hrsg.): Call Me the Seeker: Listening to Religion in Popular Music. Continuum, New York 2005, ISBN 0-8264-1713-2, S. 129–157.
- Anna Kessler: Faith, Doubt and the Imagination: Nick Cave on the Divine-Human Encounter. In: Michael J. Gilmour (Hrsg.): Call Me the Seeker: Listening to Religion in Popular Music. Continuum, New York 2005, ISBN 0-8264-1713-2, S. 79–94.
- L. D. Jayasighe: Nick Cave, Vocal Performance and the Production of Masculinity. In: A. Kierkander, J. Bollen, B. Parr (Hrsg.): What a Man’s Gotta Do?: Masculinities in Performance. CALLTS, Armidale N.S.W. 2006, ISBN 1-921208-02-3, S. 190–207.
- Emma McEvoy: ‘Now, who will be the witness/When you’re all too healed to see?’ The Sad Demise of Nick Cave (PDF; 96 kB). In: Gothic Studies, 9:1, 2007. S. 79–88.
- Mark Mordue: Nick Cave, Man or Myth?. In: Meanjin, 68:3, 2009. S. 81–93.
- David Pattie: Saint Nick: A Parallax View of Nick Cave. In: Karoline Gritzner (Hrsg.): Eroticism and Death in Theatre and Performance. University of Hertfordshire Press, Hatfield 2010, ISBN 978-1-907396-28-1, S. 224–241.
- Peter Webb: ‘Infected by the Seed of Postindustrial Punk Bohemia’: Nick Cave and the Milieu of the 1980s Underground. In: Popular Music History, 3:2, 2008. S. 102–122.